# Исмет Судар
Исмет Судар, био је југословенски и босанскохерцеговачки фудбалер и тренер. Остварио је запажене резултате са ФК Жељезничаром из Сарајева у периоду између два свјетска рата.

## Биографија
Исмет Судар је рођен у Палама, 1919. године. Као дјечак се са родитељима доселио у Сарајево, на Долац Малту. У Сарајеву је био запажен од стране Петра Богуновића који га одводи у ФК Жељезничар, гдје Исмет са 17 година почиње играти за први тим овог клуба. Исмет је за Жељезничар играо до почетка Другог свјетског рата. У овом клубу биљежи запажене резултате. По ослобођењу се враћа на Пале гдје помаже у оснивању ФК Романија. За „Романију” је играо до 1954. године. Управо те године је доживио тешку повреду на утакмици у Варешу која је озваничила крај његове каријере. Као играч „Жељезничара” и „Романије” одиграо је преко 1000 утакмица. Након повреде своју каријеру је наставио као тренер ФК Романије до 1957. године.